# Powstanie 31 października 1870 w Paryżu
Powstanie 31 października 1870 – wystąpienie ludowe w oblężonym Paryżu, którego uczestnicy nie zgadzali się z ogólnym kierunkiem polityki Rządu Obrony Narodowej z generałem Jules’em Trochu.

## Geneza
Ogólne niezadowolenie mieszkańców oblężonego przez wojska pruskie miasta zostało dodatkowo spotęgowane przez klęskę poniesioną przez wojska francuskie pod Bourget, po nieudanym wypadzie za granicę pierścienia fortów otaczających Paryż. Część mieszkańców miasta była przekonana, że Rząd Obrony Narodowej celowo pozostawił trzytysięczny oddział uczestników wypadu w Bourget bez pomocy, wystawiony na ataki o wiele silniejszego przeciwnika. Padały oskarżenia o świadome dążenie do kapitulacji i zdradę Francji. Zarzuty te jeszcze się wzmocniły, gdy Trochu po kapitulacji Metzu początkowo temu zaprzeczał, oraz gdy do Paryża dotarły wiadomości o rozmowach pomiędzy Ottonem von Bismarckiem a Adolphe’em Thiersem.

## Przebieg powstania
Obecni w Paryżu radykałowie zaczęli wzywać do powstania przeciwko Trochu i rządowi. Charles Delescluze wezwał na łamach czasopisma Przebudzenie do proklamowania nowego rządu, który nawiązywałby do tradycji rewolucyjnej Komuny Paryża. 31 października robotnicy, głównie ze wschodnich dzielnic miasta, zaczęli spontanicznie zbierać się i razem z Gwardią Narodową maszerować w kierunku ratusza, gdzie spodziewali się zastać Trochu. Manifestacja ta nie była przewidywana przez żadną siłę polityczną.
Po południu Arago, mer Paryża, wygłosił mowę do tłumu, jednak nie zdołał skłonić go do rozejścia się. Manifestanci weszli do wnętrza ratusza, gdzie ich delegaci zaczęli dyskutować z umiarkowanymi republikanami i przedstawiać im przyczyny niezadowolenia obywateli. Nie doszło natomiast do rozmowy z samym Trochu, choć ten był obecny w ratuszu razem z Jules’em Simonem i Jules’em Ferrym.
Sytuację zmieniło nadejście Gwardii Narodowej z Belleville, na czele której stał Gustave Flourens. Ten ostatni wpadł do ratusza i ogłosił powołanie Komitetu Ocalenia Publicznego jako nowego rządu z udziałem Blanquiego i Delescluze’a. Część manifestantów przyjęła entuzjastycznie te słowa, nikt z Rządu Obrony Narodowej nie zaprotestował. W ogólnym chaosie, jaki zapanował w mieście, grupa z Raoulem Rigaultem opanowała prefekturę policji, natomiast Trochu i Jules Ferry uciekli z ratusza i zaczęli gromadzić wokół siebie lojalne oddziały Gwardii Narodowej i gwardii ruchomej.
Po kilku godzinach oddziały te dotarły pod ratusz, gdzie Jules Favre zażądał rozejścia się do domów i odwołania słów Flourensa. Obiecał, że przywódcy powstania nie zostaną ukarani, a w mieście odbędą się nowe wybory do rad okręgów. Manifestanci, widząc przewagę militarną rządu, wycofali się.

## Skutki
Mimo obietnicy Favre’a rząd aresztował w kolejnych dniach 14 przywódców powstania, a inni, chcąc uniknąć tego samego losu, byli zmuszeni się ukrywać. Arago stracił również stanowisko mera Paryża, a generał Clément Thomas został nowym dowódcą Gwardii Narodowej. W wyborach nowych merów okręgów paryskich zdecydowane zwycięstwo odnieśli umiarkowani republikanie. Rząd Obrony Narodowej ogłosił również plebiscyt poparcia dla swojej polityki, w którym uzyskał zdecydowane zwycięstwo.